# Velký Strahovský-stadion
Velký Strahovský-stadion i Prag i Tjeckien, är Europas största fotbollsarena. Den invigdes 1926 för en kapacitet på 220 000. Totala gräsytan på de nio fotbollsplanerna innanför läktarna är 62 876 kvadratmeter. Stadion används inte numera för sportevenemang, utan för större musikkonserter. Fotbollslaget Sparta Prag tränar dock fortfarande här. Arenan räknas inte som världens största fotbollsarena på grund av att den inte används för tävlingsmatcher.

## Byggnation
Arenan började byggas 1926 då i trä, som ersattes av betongläktare 1932. På- och ombyggnad har utförts 1948 och 1975. Arenan är för närvarande träningscenter för Sparta Prag som använder 8 fotbollsplaner, varav 6 fullstora och två av mindre storlek.

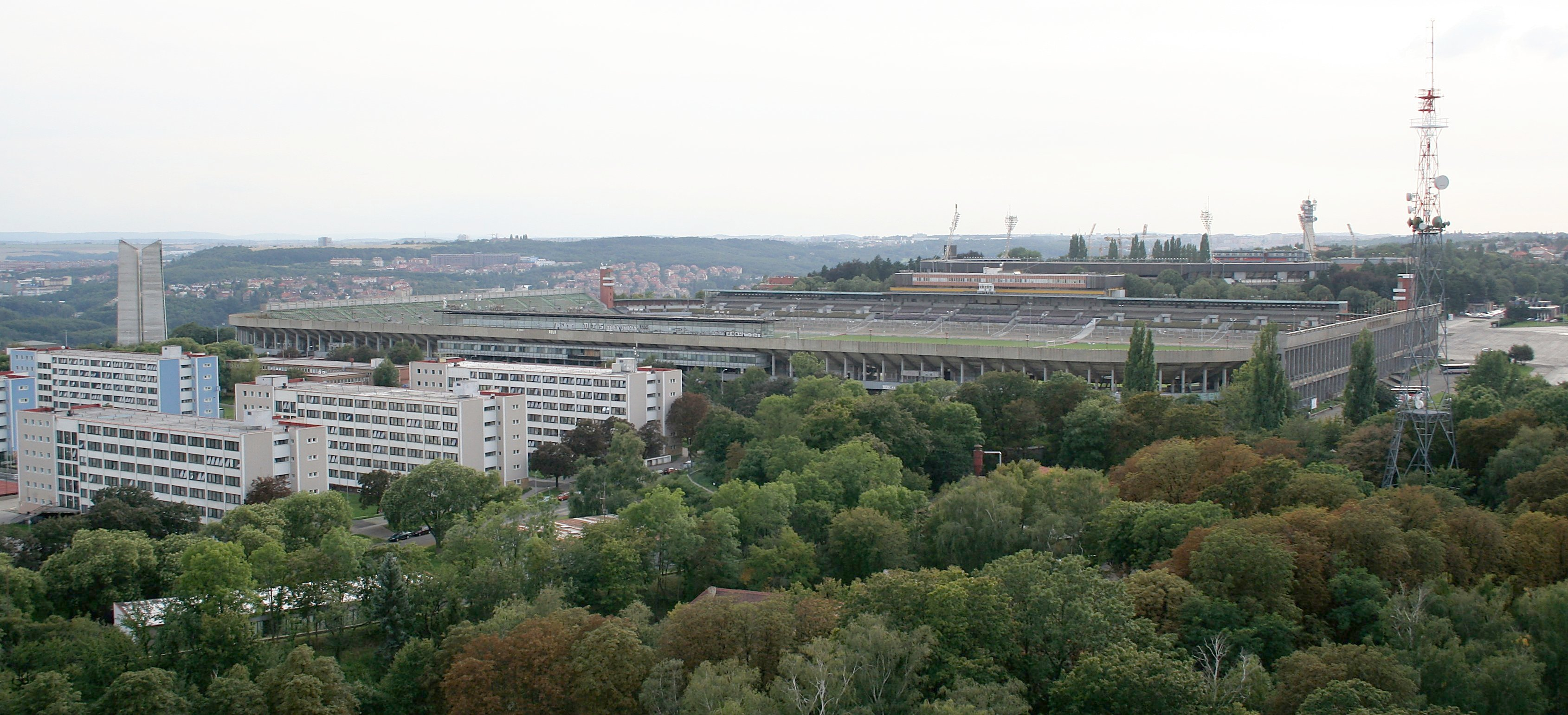
Velký Strahovský-stadion.

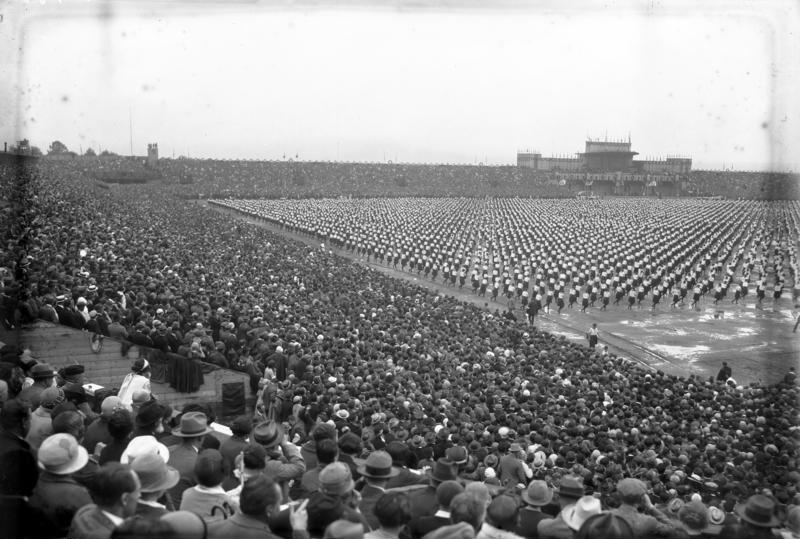
Velký Strahovský-stadion 1932.

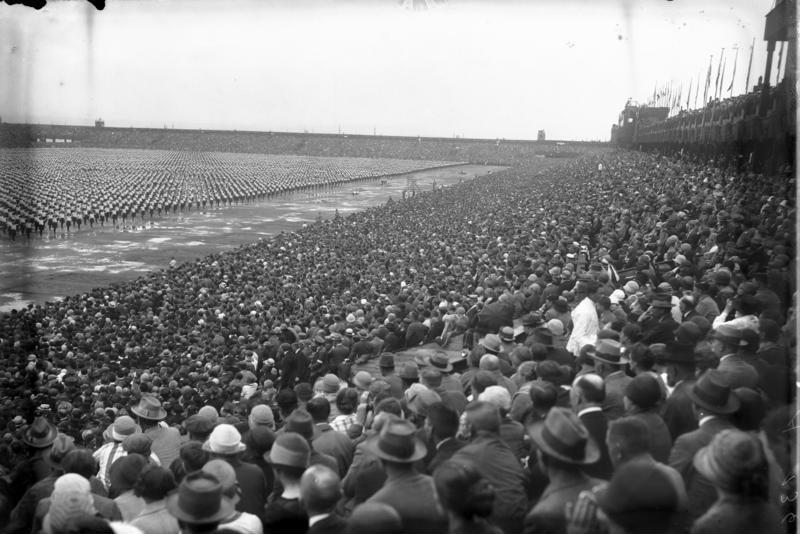
Velký Strahovský-stadion 1932.